# Lomaria mollis
Lomaria mollis là một loài dương xỉ trong họ Blechnaceae. Loài này được Zoll. & Moritz, Zoll. mô tả khoa học đầu tiên năm 1854.
Danh pháp khoa học của loài này chưa được làm sáng tỏ. 